# Elaine Moura
Elaine Estrela Moura (Salvador, 1 de novembro de 1982) é uma futebolista brasileira que atua como meio-campo. Atualmente, é assistente de treinadora do clube Djurgården, na Suécia.

## Carreira
Elaine iniciou a sua carreira nos times da Bahia, aonde atuou no São Francisco, Galícia e União (clube que a revelou) até o ano de 2000. Até então, jamais tinha sido assalariada.
Em 2003, após um período de 3 anos sem clube, transferiu-se para a Ferroviária aonde obteve o seu primeiro salário e a alegria da primeira convocação para a Seleção Brasileira de Futebol Feminino.
Dois anos mais tarde, deixou o país para atuar no Umeå IK da Suécia. Em 23 de setembro de 2009, o Saint Louis Athletica dos Estados Unidos anunciou sua contratação. Em 27 de maio de 2010, o fundador da equipe, Jeff Cooper anunciou que a equipe foi fechado devido a problemas financeiros.
Em 22 de junho de 2010, o Tyresö FF da Suécia anunciou sua contratação.